# هاوال اچ۴
هاوال اچ۴ یک کامپکت اسپرت است که از سال ۲۰۱۷ تا اکنون تولید میشود.

## نمای خودرو
در هنگام نمایش در نمایشگاه گوانگژو ۲۰۱۷، هاوال اچ۴ بین کراس اوور زیر کمپ هاوال اچ۲ و تقاطع کمی بزرگتر هاوال اچ۶ قرار گرفت. قیمت هاوال اچ۴ از ۷۹۰۰۰ تا ۱۱۶۰۰۰ یوان در زمان عرضه متغیر است.